# MTV Movie Awards 2009

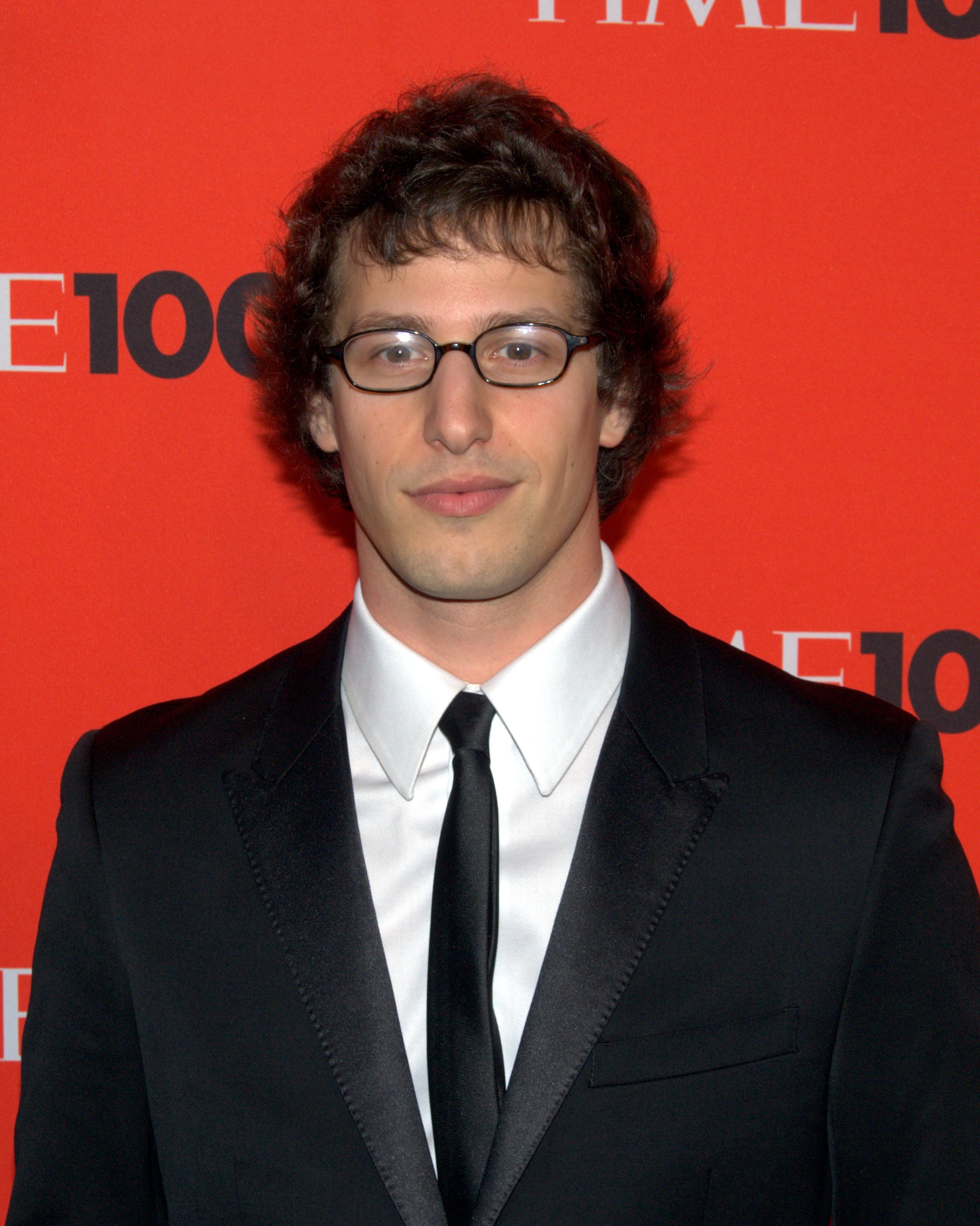
Andy Samberg moderátor ceremoniálu

Vyhlášení amerických filmových cen MTV 2009 se uskutečnilo 31. května 2009 v Universal Amphitheatre v Los Angeles v Kalifornii. Moderátorem ceremoniálu byl Andy Samberg.

## Moderátoři a vystupující

### Moderátor
- Andy Samberg

### Hudební vystoupení
- Eminem – „We Made You“/„Crack a Bottle“
- Kings of Leon – „Use Somebody“

### Hosté
- Anna Faris
- Chris Pine
- Michael Bay
- Megan Fox
- Shia LaBeouf
- Jonah Hill
- Vanessa Hudgens
- Bradley Cooper
- Ed Helms
- Justin Bartha
- Taraji P. Henson
- Sacha Baron Cohen
- Bruno Gehard
- Daniel Radcliffe
- Rupert Grint
- Emma Watsonová
- Sandra Bullock
- Ryan Reynolds
- Big Pak
- Hayden Panettiere
- Leighton Meesterová
- Lil' Wayne
- Kiefer Sutherland
- Zac Efron
- Robert Pattinson
- Kristen Stewart
- Taylor Lautner
- Cameron Diaz
- Sofia Vassilieva
- Abigail Breslin
- Sienna Miller
- Channing Tatum
- Danny McBride
- Will Ferrell
- Denzel Washington

## Nominace a ocenění
| Film roku | Film roku |
| --- | --- |

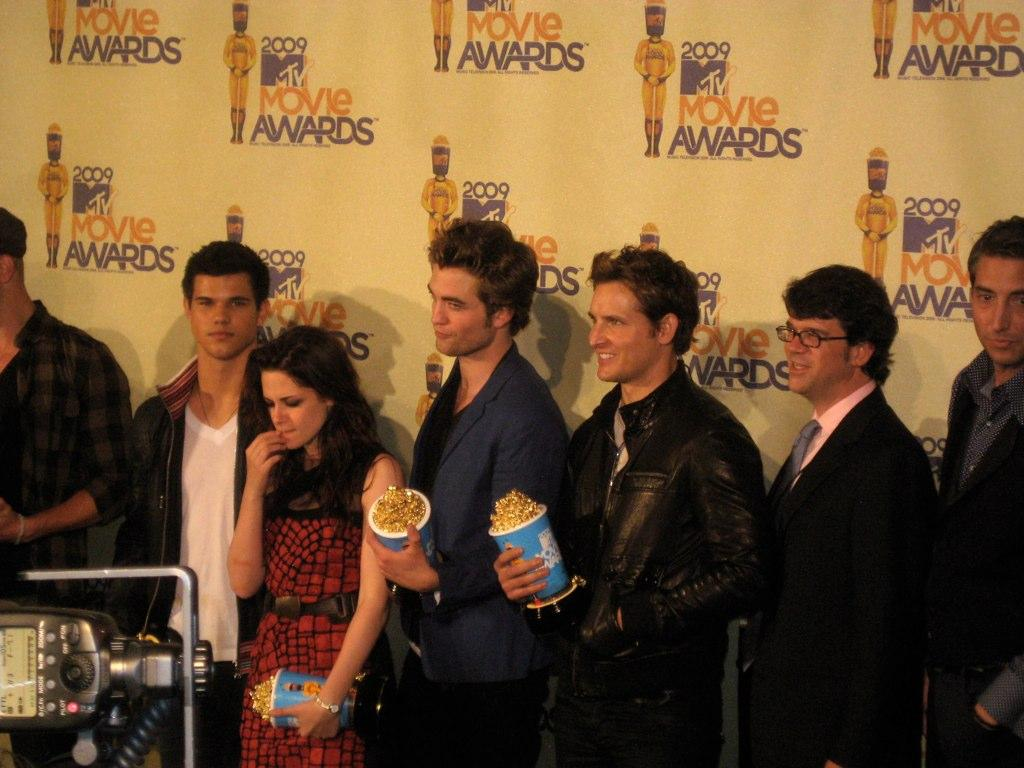
Obsazení film Twilight sága: Stmívání na předávání cen.

| - Twilight sága: Stmívání - Iron Man - Temný rytíř - Muzikál ze střední 3: Maturitní ročník - Milionář z chatrče | |
| Nejlepší mužský výkon | Nejlepší ženský výkon |
| - Zac Efron – Muzikál ze střední 3: Maturitní ročník - Christian Bale – Temný rytíř - Robert Downey, Jr. – Iron Man - Shia LaBeouf – Oko dravce - Vin Diesel – Rychlí a zběsilí | - Kristen Stewart – Twilight sága: Stmívání - Angelina Jolie – Wanted - Anne Hathawayová – Válka nevěst - Kate Winslet – Předčítač - Taraji P. Henson – Podivuhodný případ Benjamina Buttona |
| Objev roku: muž | Objev roku: žena |
| - Robert Pattinson – Twilight sága: Stmívání - Ben Barnes – Letopisy Narnie: Princ Kaspian - Bobb'e J. Thompson – Velcí bratři - Dev Patel – Milionář z chatrče - Taylor Lautner – Twilight sága: Stmívání                                                                            | - Ashley Tisdale – Muzikál ze střední 3: Maturitní ročník - Amanda Seyfriedová – Mamma Mia! - Freida Pinto – Milionář z chatrče - Kat Dennings – Rande na jednu noc - Miley Cyrus – Hannah Montana: The Movie - Vanessa Hudgens – Muzikál ze střední 3: Maturitní ročník                                         |
| Největší WTF moment | Nejlepší skladba |
| - Čůrání do umyvadla – Amy Poehlerová (Baby Máma) - Zabití – Angelina Jolie (Wanted) - Skok do záchoda – Ayush Mahesh Khedekar (Milionář z chatrče) - Ochutnání hlavy – Ben Stiller (Tropická bouře) - Nahý rozchod – Jason Segel a Kristen Bellová (Kopačky)                         | - Miley Cyrus – „The Climb“ (Hannah Montana: The Movie) - A. R. Rahman – „Jai Ho“ (Milionář z chatrče) - Bruce Springsteen – „The Wrestler“ (Wrestler) - Paramore – „Decode“ (Twilight sága: Stmívání) |
| Nejlepší souboj | Nejlepší polibek |
| - Robert Pattinson vs. Cam Gigandet – Twilight sága: Stmívání - Ron Perlman vs. Luke Goss – Hellboy 2: Zlatá armáda - Anne Hathawayová vs. Kate Hudson – Válka nevěst - Christian Bale vs. Heath Ledger – Temný rytíř - Seth Rogen a James Franco vs. Danny McBride – Travička zelená | - Kristen Stewart a Robert Pattinson – Twilight sága: Stmívání - Sean Penn a James Franco – Milk - James McAvoy a Angelina Jolie – Wanted - Dev Patel a Freida Pinto – Milionář z chatrče - Vanessa Hudgens a Zac Efron – Muzikál ze střední 3: Maturitní ročník - Paul Rudd a Thomas Lennon – Kámoš k pohledání |
| Nejlepší komediální výkon | Nejlepší zloduch |
| - Jim Carrey – Yes Man - Amy Poehlerová – Baby Máma - Steve Carell – Dostaňte agenta Smarta - Anna Faris – Domácí mazlíček - James Franco - Travička zelená | - Heath Ledger – Temný rytíř - Derek Mears – Pátek třináctého - Dwayne Johnson – Dostaňte agenta Smarta - Johnathon Schaech – Maturitní ples - Luke Goss – Hellboy 2: Zlatá armáda |

### MTV Generation Award
- Ben Stiller